# 格拉特韦恩
格拉特韦恩（德語：Gratwein）是奥地利施泰爾馬克州格拉茨城郊县的一个市镇。总面积4.55平方公里，总人口3587人，人口密度788.4人/平方公里（2001年）。